# Lindö, Norrköpings kommun

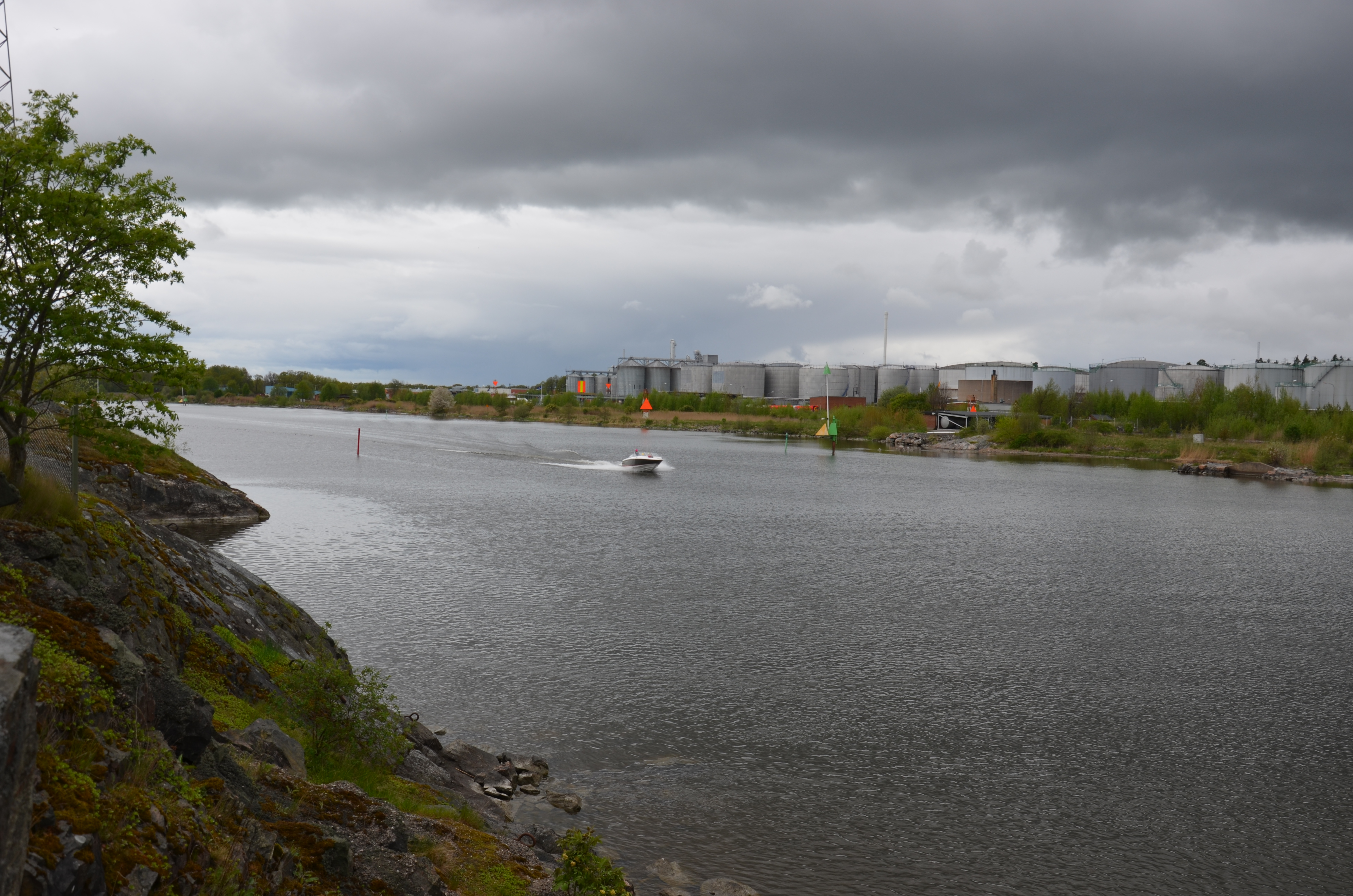
Lindökanalen

Lindö är en tätort i Norrköpings kommun. Orten är en villaförort omkring fem kilometer nordost om Norrköping. 

## Historia
Lindö blev en populär plats att bygga enfamiljshus på under 1920-talet. 1928 fanns det ett par hundra hus i Lindö och Lindö säteri hade samtidigt över 1 000 tomter till salu. För barnen fanns dock endast Melbyskolan på Händelö och Norrköpings stads skolstyrelse gav därför i uppdrag åt arkitekten Axel Brunskog att rita ett skolhus. Lindöskolan invigdes på våren 1932 i närvaro av Linköpings biskop Sven Erik Aurelius. Svenska kyrkan har en kyrkobyggnad på orten, Lindö kapell.

### Befolkningsutveckling
| Befolkningsutvecklingen i Lindö 1950–2020                                                     | Befolkningsutvecklingen i Lindö 1950–2020 | Befolkningsutvecklingen i Lindö 1950–2020 | Befolkningsutvecklingen i Lindö 1950–2020 | Befolkningsutvecklingen i Lindö 1950–2020 |
| --------------------------------------------------------------------------------------------- | ----------------------------------------- | ----------------------------------------- | ----------------------------------------- | ----------------------------------------- |
|                                                                                               |                                           |                                           |                                           |                                           |
| År                                                                                            |                                           |                                           | Folkmängd                                 | Areal (ha)                                |
| 1950                                                                                          | 1950                                      |                                           | 1 057                                     |                                           |
| 1960                                                                                          | 1960                                      |                                           | 1 057                                     |                                           |
| 1965                                                                                          | 1965                                      |                                           | 1 342                                     |                                           |
| 1970                                                                                          | 1970                                      |                                           | 2 479                                     |                                           |
| 1975                                                                                          | 1975                                      |                                           | 4 481                                     |                                           |
| 1980                                                                                          | 1980                                      |                                           | 4 634                                     |                                           |
| 1990                                                                                          | 1990                                      |                                           | 4 672                                     | 276                                       |
| 1995                                                                                          | 1995                                      |                                           | 4 682                                     | 282                                       |
| 2000                                                                                          | 2000                                      |                                           | 4 711                                     | 286                                       |
| 2005                                                                                          | 2005                                      |                                           | 4 842                                     | 293                                       |
| 2010                                                                                          | 2010                                      |                                           | 4 915                                     | 320                                       |
| 2015                                                                                          | 2015                                      |                                           | 4 763                                     | 291                                       |
| 2020                                                                                          | 2020                                      |                                           | 5 198                                     | 313                                       |
| Anm.: tätorten Berga bröts ut 2015, och var 2018 åter en del av Lindö och 2023 åter utbruten. |                                           |                                           |                                           |                                           |

## Samhället
Orten är uppdelad på Abborreberg, Berga, Rönntorp, Långtorp och Lindö.
Lindö småbåtshamn är en av Norrköpings äldsta och största småbåtshamnar. Här finns restaurangen Hamnkrogen (HK) och en minigolfbana.
Vid Lindö Strand finns en badplats, lekpark och ett utegym.
Lindös högsta berg, Högabergsvägens berg, ligger 46 m ö.h. Man kallar det för "Lindös öga".

## Idrott
Lindös fotbollslag heter Lindö FF och bildades 1972 och har cirka 900 medlemmar och ca 450 aktiva spelare. Antalet ledare är cirka 100 personer.
Största framgången står damlaget för som 2017 spelade i division 1. 2018 spelade laget i division 2 för att återigen ta plats i 1:an inför 2019, en plats man lyckades behålla till säsongen 2020.
Lindö FF:s herrar kommer att spela i Division 3 under 2025 efter att ha vunnit Division 4 Östra.

## Kända personer från orten
- Anders Borg, fd finansminister (M)
- Jonathan Ericsson, NHL-proffs
- Henrik Evers, landslagsspelare i basket, tennisspelare
- Sofia Hjern, fotbollsmålvakt
- Pär Jörgen Pärsson, riskkapitalist och investerare i bland annat Spotify
- Johan Skarborg, grundaren av Academic Work